# Atletica leggera ai Giochi della XXIX Olimpiade - Salto in lungo femminile

Video della Finale

La gara di salto in lungo femminile alle olimpiadi di Pechino 2008 si è svolta fra il 19 (qualificazioni) ed il 22 agosto (finale).

I minimi per ottenere la qualificazione alla manifestazione olimpica erano 6,72 m (minimo A) e 6,60 m (minimo B).

## Presenze ed assenze delle campionesse in carica
| Competizione         | Atleta             | Prestazione | Pechino 2008 |
| -------------------- | ------------------ | ----------- | ------------ |
| Olimpiadi 2004       | Tat'jana Lebedeva  | 7,07 m      | Presente     |
| Commonwealth 2006    | Bronwyn Thompson   | 6,97 m      | Presente     |
| Europei 2006         | Ljudmila Kolčanova | 6,93 m      | Non selez.   |
| Coppa del mondo 2006 | Ljudmila Kolčanova | 6,78 m      | Non selez.   |
| Asiatici 2006        | Kumiko Ikeda       | 6,81 m      | Presente     |
| Panamericani 2007    | Maurren Maggi      | 6,84 m      | Presente     |
| Africani 2007        | Janice Josephs     | 6,79 m      | Assente      |
| Mondiali 2007        | Tat'jana Lebedeva  | 7,03 m      | Presente     |
|                      |                    |             |              |
| Mondiali junior 2004 | Denisa Ščerbová    | 6,61 m      | Presente     |

## Gara
In qualificazione Naide Gomes, una delle favorite, esegue due salti eccellenti oltre i 7 metri, ma sono entrambi nulli. Al terzo tentativo cerca un salto di sicurezza, ma atterra a soli 6,29 metri. Dovrà seguire la finale in tribuna. È una giornata-no anche per la forte russa Tat'jana Kotova, prima delle eliminate con 6,57. Il miglior salto è di Brittney Reese (USA), con 6,87.
La finale la campionessa in carica Tat'jana Lebedeva parte bene con 6,97. Ma la brasiliana Maurren Maggi si issa in testa alla classifica con 7,04. Il terzo miglior salto è della junior Blessing Okagbare (Nigeria) con 6,91, il record personale.
Al secondo turno la Lebedeva fa un salto nullo. La russa perde la concentrazione ed infila altri tre nulli consecutivi (il totale è quattro, forse un record personale), ma anche la brasiliana non sembra in piena confidenza con l'asse di battuta, poiché i nulli consecutivi per lei sono tre. Il quinto salto è un normale 6,73.
Nessun'altra atleta salta oltre i 6,90. All'ultimo turno la Lebedeva fa un salto oltre i sette metri: è valido. La misurazione dà 7,03 metri, appena un centimetro in meno della brasiliana, che può così festeggiare l'oro.

## Risultati

### Qualificazioni
Le qualificazioni si sono svolte il 19 agosto a partire dalle 9:40, il cielo era sereno, la temperatura dell'aria era di 25 °C e l'umidità relativa toccava il 73%.
La misura di qualificazione era fissata a 6,75 m.
L'atleta ucraina Lyudmila Blonska, pur avendo ottenuto una delle 12 migliori misure, è stata squalificata per esser risultata positiva ad un controllo antidoping dopo la gara di eptathlon. Al suo posto è entrata la 13ª, ossia la nigeriana Okagbare.
Gruppo A
| Pos | Paese e Atleta        | 1° salto    | 2° salto    | 3° salto    |        | Note |
| --- | --------------------- | ----------- | ----------- | ----------- | ------ | ---- |
| 1   | Maurren Maggi         | 6,68 (0,3)  | 6,79 (0,3)  | X           | Q      |      |
| 2   | Carolina Klüft        | 6,70 (1,0)  | X           | X           | q      |      |
| 3   | Grace Upshaw          | 6,47 (-0,2) | 6,68 (0,6)  | X           | q      |      |
| 4   | Oksana Udmurtova      | 6,48 (1,3)  | X           | 6,63 (0,5)  | q      |      |
| 5   | Tabia Charles         | 6,33 (1,5)  | 6,61 (0,6)  | 6,49 (0,9)  | q      |      |
| 6   | Funmi Jimoh           | 6,42 (0,9)  | 6,28 (1,1)  | 6,61 (0,8)  | q      |      |
| 7   | Chelsea Hammond       | 6,60 (0,4)  | X           | X           | q      |      |
| 8   | Hrysopiyí Devetzí     | X           | 6,57 (0.4)  | X           |        |      |
| 9   | Yargelis Savigne      | X           | X           | 6,49 (0,1)  |        |      |
| 10  | Denisa Šcerbová       | 6,40 (0,8)  | 6,46 (1,5)  | 5,17 (-0,1) |        |      |
| 11  | Patricia Sylvester    | 6,44 (0,9)  | 6,42 (0.1)  | 6,38 (0,4)  |        |      |
| 12  | Viktoriya Rybalko     | X           | X           | 6,43 (0,3)  |        |      |
| 13  | Karin Mey Melis       | X           | 6,42 (-0,4) | X           |        |      |
| 14  | Nina Kolaric          | 4,92 (1,4)  | 6,19 (0,0)  | 6,40 (0,6)  |        |      |
| 15  | Naide Gomes           | X           | X           | 6,29 (0,5)  |        |      |
| 16  | Volha Sergeenka       | 6,25 (0,1)  | 6,02 (0,4)  | 6,09 (-0,6) |        |      |
| 17  | Pamela Mouele Mboussi | X           | 5,94 (0,6)  | 6,06 (0,9)  |        | RN   |
| 18  | Rhonda Watkins        | X           | 5,88 (0,5)  | X           |        |      |
| 19  | Tricia Flores         | 5, 25 (1,2) | X           | X           |        |      |
|     | Jana Veldáková        | X           | X           | X           | –      |      |
|     | Lyudmila Blonska      |             |             |             | Squal. |      |

Legenda:
- X = Salto nullo;
- (1,2) = velocità del vento (m/s) durante il salto;
- Q = Qualificata direttamente;
- q = Ripescata;
- RN = Record nazionale;
- Squal. = Squalificata.

Gruppo B
| Pos | Paese e Atleta             | 1° salto    | 2° salto    | 3° salto   |            | Note |
| --- | -------------------------- | ----------- | ----------- | ---------- | ---------- | ---- |
| 1   | Brittney Reese             | X           | 6,87 (1,1)  | X          | Q          |      |
| 2   | Tat'jana Lebedeva          | 6,65 (0,7)  | 6,70 (1,4)  | X          | q          |      |
| 3   | Keila Costa                | X           | 6,44 (0,4)  | 6,62 (0,7) | q          |      |
| 4   | Jade Johnson               | 6,33 (0,0)  | 6,15 (0,2)  | 6,61 (0,7) | q          |      |
| 5   | Blessing Okagbare          | 6,37 (0,2)  | 6,49 (0,9)  | 6,59 (0,4) | q          |      |
| 6   | Tat'jana Kotova            | 6,37 (1,0)  | 6,57 (1,2)  | X          |            |      |
| 7   | Concepción Montaner        | 6,53 (0,7)  | 6,42 (1,1)  |            | 6,43 (0,7) |      |
| 8   | Bronwyn Thompson           | X           | 6,53 (0,3)  | X          |            |      |
| 9   | Iryna Charnushenka-Stasiuk | 6,48 (1,1)  | X           | X          |            |      |
| 10  | Kumiko Ikeda               | 6,44 (0,8)  | 6,47 (0,1)  | X          |            |      |
| 11  | Viorica Tigau              | X           | 6,38 (0,7)  | 6,44 (0,2) |            |      |
| 12  | Ruky Abdulai               | X           | 6,41 (0,4)  | 6,25 (1,0) |            |      |
| 13  | Ksenija Balta              | X           | 6,38 (0,7)  | X          |            |      |
| 14  | Jung Soon-ok               | X           | X           | 6,33 (0,5) |            |      |
| 15  | Olga Rypakova              | X           | 6,30 (1,5)  | 6,04 (0,6) |            |      |
| 16  | Ivana Španović             | X           | X           | 6,30 (1,8) |            |      |
| 17  | Oleksandra Stadnyuk        | X           | 6,19 (0,0)  | X          |            |      |
| 18  | Marestella Torres          | 4,27 (0,6)  | 5,94 (-0,1) |            | 6,17 (0,8) |      |
| 19  | Arantxa King               | 6,01 (-0,3) | X           | X          |            |      |
|     | Anju Bobby George          | X           | X           | X          | –          |      |
|     | Jackie Edwards             | X           | X           | X          | –          |      |

Legenda:
- X = Salto nullo;
- (1,2) = velocità del vento (m/s) durante il salto;
- Q = Qualificata direttamente;
- q = Ripescata.

### Finale
La finale si è svolta il 22 agosto a partire dalle 19:20 locali, le 13:20 italiane, il cielo era parzialmente nuvoloso, la temperatura dell'aria era di 29 °C e l'umidità relativa al 60%.
| Pos     | Paese e Atleta    | Ordine di salto | 1° salto   | 2° salto    | 3° salto    | 4° salto   | 5° salto    | 6° salto   | Miglior misura | Note                          |
| ------- | ----------------- | --------------- | ---------- | ----------- | ----------- | ---------- | ----------- | ---------- | -------------- | ----------------------------- |
| Oro     | Maurren Maggi     | 9               | 7,04 (0,2) | X           | X           | X          | 6,73 (0,3)  | X          | 7,04           |                               |
| Argento | Blessing Okagbare | 12              | 6,91 (0,1) | 6,62 (0,0)  | 6,79 (0,7)  | 6,70 (0,3) | 6,83 (-0,1) | X          | 6,91           | Miglior prestazione personale |
| Bronzo  | Chelsea Hammond   | 11              | 6,79 (0,2) | 6,68 (-0,2) | 6,51 (-0,3) | X          | 6,64 (0,0)  | 6,59 (0,3) | 6,79           | Miglior prestazione personale |
| 4       | Brittney Reese    | 1               | 6,65 (0,2) | 6,76 (0,4)  | 4,23 (0,4)  | X          | 6,46 (0,2)  | 6,67 (0,3) | 6,76           |                               |
| 5       | Oksana Udmurtova  | 6               | 6,69 (0,4) | 6,70 (0,6)  | 6,67 (0,4)  | 6,61 (0,4) | 6,65 (0,2)  | 6,49 (0,5) | 6,70           |                               |
| 6       | Jade Johnson      | 8               | 6,51 (0,4) | 6,64 (0,7)  | 6,40 (0,1)  | 6,59 (0,4) | 6,43 (0,6)  | X          | 6,64           |                               |
| 7       | Grace Upshaw      | 7               | 6,58 (0,4) | X           | 6,52 (0,3)  | X          | X           | X          | 6,58           |                               |
| 8       | Carolina Klüft    | 10              | X          | 6,49 (0,2)  | 6,42 (0,3)  |            |             |            | 6,49           |                               |
| 9       | Tabia Charles     | 2               | 6,16 (0,3) | 6,38 (0,3)  | 6,47 (0,5)  |            |             |            | 6,47           |                               |
| 10      | Keila Costa       | 4               | X          | X           | 6,43 (0,3)  |            |             |            | 6,43           |                               |
| 11      | Funmi Jimoh       | 3               | 6,24 (0,4) | X           | 6,29 (0,2)  |            |             |            | 6,29           |                               |
| dq      | Tat'jana Lebedeva | 5               | 6,97 (0,5) | X           | X           | X          | X           | 7,03 (0,4) | 7,03           |                               |

Maurren Maggi è la prima donna brasiliana a vincere un oro olimpico in atletica leggera.
Legenda:
I salti sono misurati in metri, il vento è in metri al secondo.

Tra parentesi il vento durante il salto.
- X = Salto nullo;
- RN = Primato nazionale;
- RP = Primato personale.